# مايك ماكنزي
مايك ماكنزي هو لاعب هوكي الجليد كندي، ولد في 29 أبريل 1986 في ويتبي في كندا.

## وصلات خارجية
- مايك ماكنزي على موقع دوري الهوكي الوطني (الإنجليزية)
- مايك ماكنزي على موقع EliteProspects.com (الإنجليزية)
- مايك ماكنزي على موقع HockeyDB.com (الإنجليزية)